# フウセンタケ科
フウセンタケ科(学名:Cortinariaceae)は真正担子菌綱、ハラタケ目に属する菌類の分類群。世界に広く生息しており、種の数は2100種とされる。学名は多数の種を含む最大の属、フウセンタケ属から付けられている。現在では、以前フウセンタケ科であった属の多くがヒメノガステル科（Hymenogastraceae）、アセタケ科(Inocybaceae)、オキナタケ科などに分割されている。
有毒種が多く、致死性の猛毒成分であるオレラニンを含む種が34種、同じく致死性の猛毒成分アマニチンをもつ種も7種知られている。

## 形態
この科のキノコは傘表皮の襞に子嚢層を持っており、胞子は茶色で沈殿する。この科のほとんどの属で芽胞を見る事が出来る。

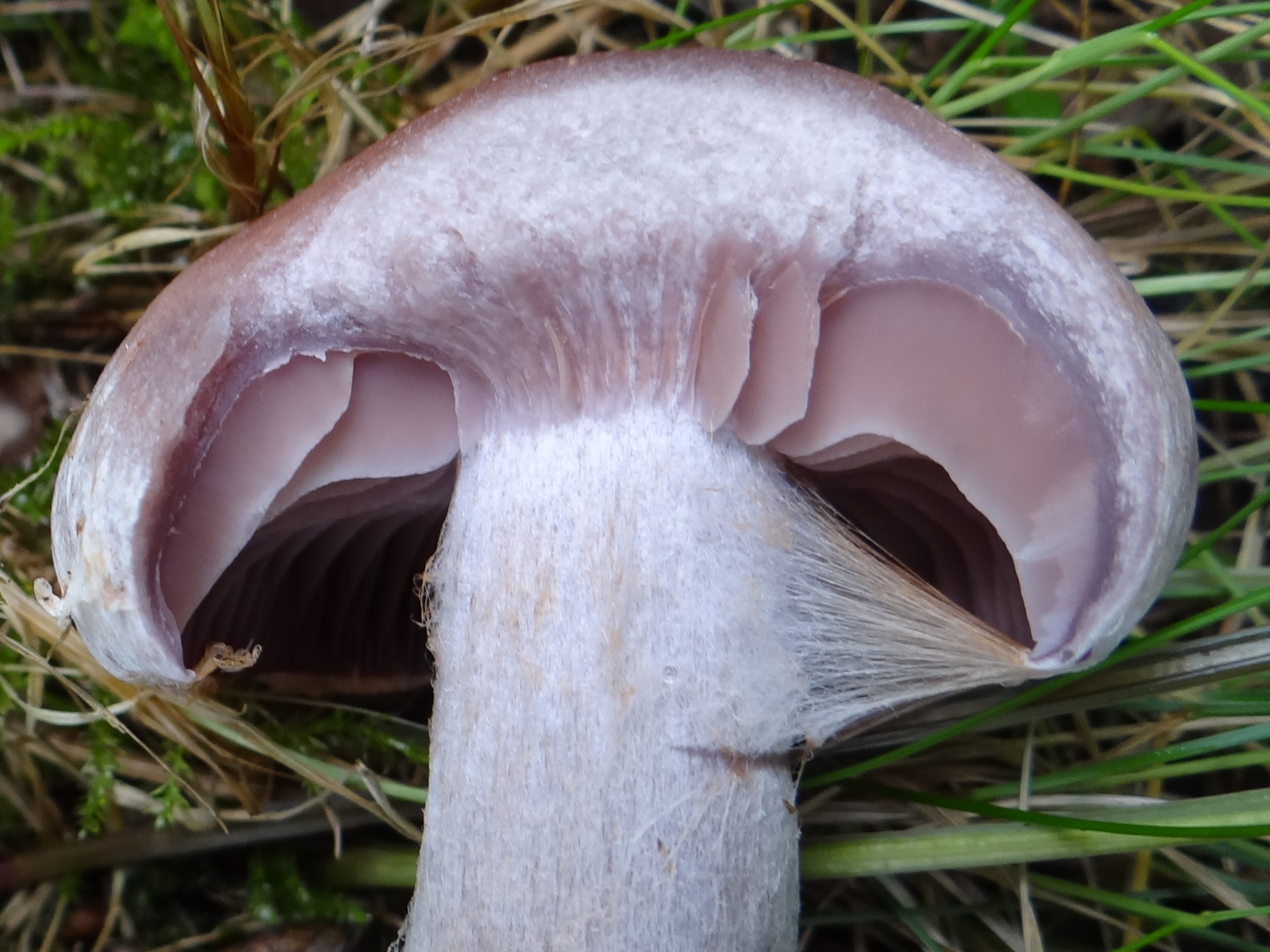
ひだを隠す被膜がクモの巣状になるフウセンタケ属Cortinarius alboviolaceus

## 生態
フウセンタケ科の菌類の多くの種は樹木の根と共生し、菌根を形成することで生活していると考えられている。樹木にとっては菌類の作り出す有機酸や抗生物質により土壌中の栄養分の吸収促進や病原微生物の駆除、菌類にとっては樹木が光合成で得られた栄養分の一部を受け取っている相利共生の関係がある。土壌中には菌根から菌糸を介して同種の樹木同士や他種植物に繋がる広大なネットワークが存在すると考えられている。

菌根によるネットワークの模式図

## 人間との関係
フウセンタケ属のうち、ジンガサドクフウセンタケ（Cortinarius rubellus）やドクフウセンタケ（C. orellanus）など30種余りがオレラニン（英：Orellanine）と呼ばれる有毒成分を含むことが判明している。オレラニンは除草剤として使われるジクワットやパラコートと同様の構造を持つ物質で、摂取することで体内で触媒として繰り返し活性酸素を発生させDNA等を酸化させて損傷させることで、動物植物問わずに毒性を発揮すると考えられている。中毒事例は欧米に多いが、有毒種が高山地帯を中心に日本にも分布することが明らかになっている。

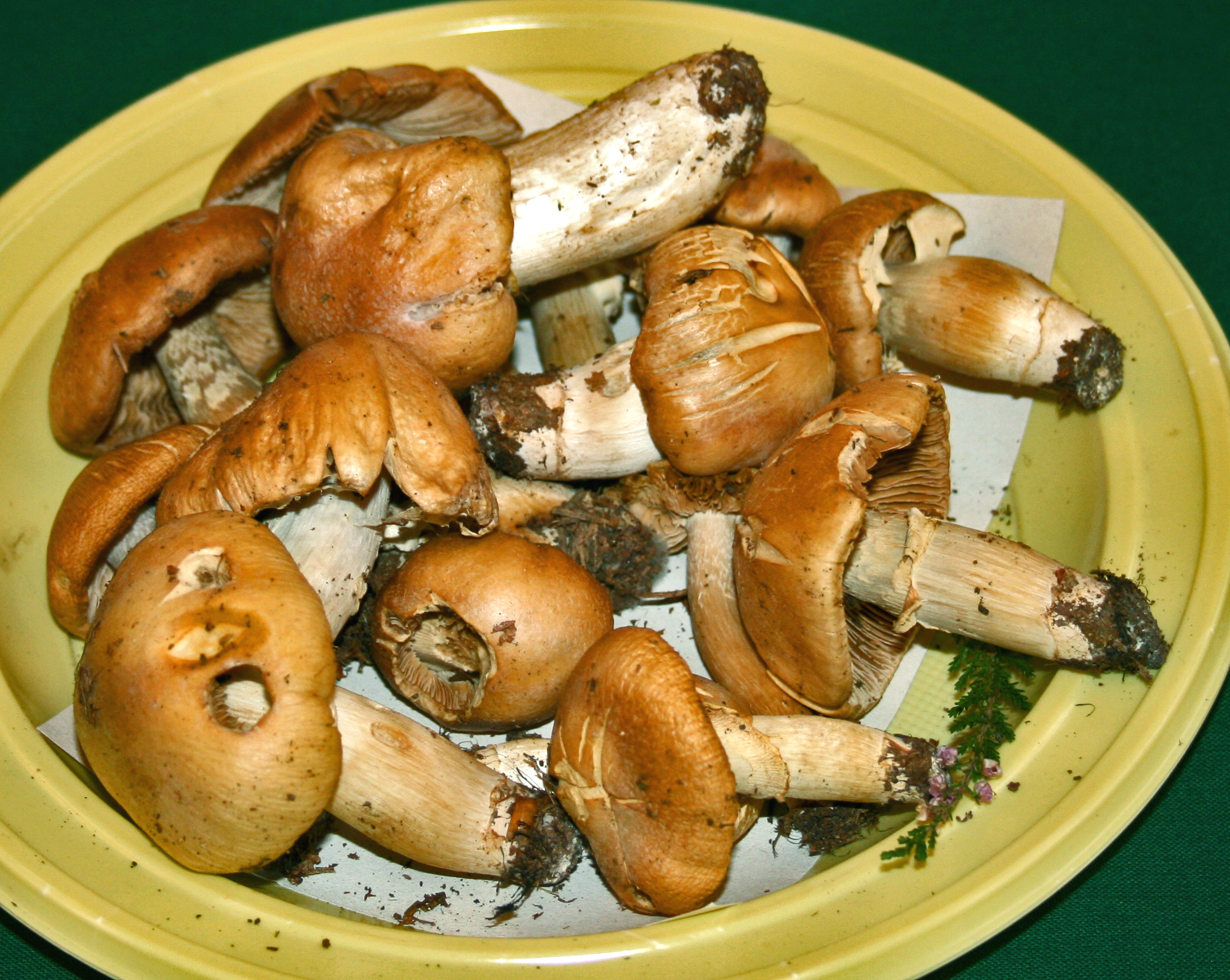
食用とされるショウゲンジ Cortinarius caperatus
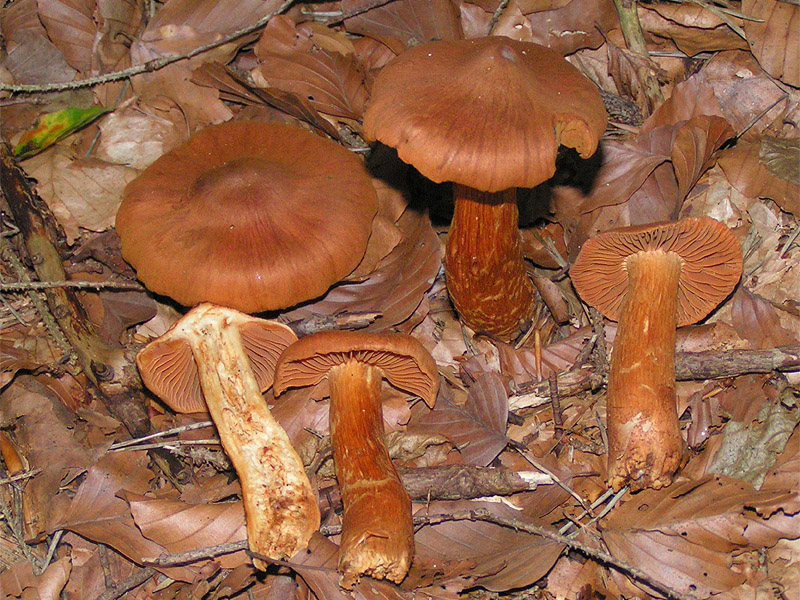
オレラニンを含むC. rubellus
オレラニンの構造式

## 分類

### フウセンタケ属Cortinarius
フウセンタケ属は疣のある胞子を持ち、さび茶色で沈殿する。コルチナ(Partial veil)と呼ばれる不完全なつばに覆われ、陸生で菌根を形成する。キノコ自身の大きさは小さい物から肉厚で大きい物まで様々な物が発見されている。全体は粘液に覆われることが多く、特にアブラシメジなどで顕著である。
かつては5000種以上を擁していたが、2022年にゲノム解析により Cortinarius, Aureonarius, Austrocortinarius, Calonarius, Cystinarius, Hygronarius, Mystinarius, Phlegmacium, Thaxterogaster, Volvanariusの10属に分割・再編された。

## かつて含まれていた属
キショウゲンジ属 Descolea
オキナタケ科（Bolbitiaceae）に移動
カワムラジンガサタケ属 Phaeocollybia
ケコガサタケ属 Galerina
Amanika
ワカフサタケ属 Hebeloma
チャニセムクエタケ属 Naucoria
カワムラジンガサタケ属は疣があり、長い柄を持つ。胞子は茶色で沈殿する。この属は木の根に生えることが多く、木の種が異なれば菌の種も変わる。ヒメノガステル科に移動
チャツムタケ属 Gymnopilus
モエギタケ科に移動
アセタケ属 Inocybe
コガネタケ属 Phaeolepiota
アセタケ科へ移動

## 参照
1. ↑  Kirk PM, Cannon PF, Minter DW, Stalpers JA. (2008). Dictionary of the Fungi (10th ed.). Wallingford, UK: CABI. p. 173. ISBN 978-0-85199-826-8
2. ↑  Oubrahim H, Richard J-M, Cantin-Esnault D, Seigle-Murandi F, Trecourt F. (1997). “Novel methods for identification and quantification of the mushroom nephrotoxin orellanine. Thin-layer chromatography and electrophoresis screening of mushrooms with electron spin resonance determination of the toxin”. Journal of Chromatography 758 (1):  145–57. doi:10.1016/S0021-9673(96)00695-4. PMID 9181972.
3. ↑  Liimatainen, Kare; Kim, Jan T.; Pokorny, Lisa; Kirk, Paul M.; Dentinger, Bryn; Niskanen, Tuula (2022-01-01). “Taming the beast: a revised classification of Cortinariaceae based on genomic data” (英語). Fungal Diversity 112 (1):  89–170. doi:10.1007/s13225-022-00499-9. hdl:2299/25409. ISSN 1878-9129. This article incorporates text from this source, which is available under the CC BY 4.0 license.
4. ↑  フウセンタケ属がとうとう分かれた!、きのこニュース